# Arte dei Fornai
L'Arte dei Fornai est une corporation des arts et métiers de la ville de Florence, l'un des arts mineurs des Arti di Firenze qui y œuvraient avant et pendant la Renaissance italienne.

## Membres de la corporation
Les boulangers usant de leurs fours et tous les groupes de ceux qui confectionnaient le pain, base de l'alimentation toscane. 

## Héraldique
Étoile blanche à huit pointes en champ rouge

## Saint patron
San Lorenzo, représenté en fresque à Orsanmichele.